# Murat (Tarn)
Murat (en francès Murat-sur-Vèbre) és un municipi francès, de la regió d'Occitània i del departament del Tarn. Limita al nord amb Brusca, Pèus e Confolèuç, Lo Molin Màger i Barre, a l'est a Arnac de Dordon, a l'oest amb La Cauna, Najas i Fraisse d'Agot i al sud amb Cambon e Salvèrgas i Castanet lo Naut.

## Demografia
| Evolució de la població Cassini i INSEE |       |       |       |       |       |       |       |       |
| 1793                                    | 1800  | 1806  | 1821  | 1831  | 1836  | 1841  | 1846  | 1851  |
| 1 900                                   | 3 024 | 2 204 | 2 736 | 2 942 | 2 807 | 2 908 | 2 919 | 2 883 |

| 1856  | 1861  | 1866  | 1872  | 1876  | 1881  | 1886  | 1891  | 1896  |
| ----- | ----- | ----- | ----- | ----- | ----- | ----- | ----- | ----- |
| 2 648 | 2 964 | 2 934 | 2 640 | 2 770 | 2 762 | 2 678 | 2 628 | 2 502 |

| 1901  | 1906  | 1911  | 1921  | 1926  | 1931  | 1936  | 1946  | 1954  |
| ----- | ----- | ----- | ----- | ----- | ----- | ----- | ----- | ----- |
| 2 246 | 2 165 | 2 114 | 1 770 | 1 611 | 1 551 | 1 453 | 1 285 | 1 287 |

| 1962  | 1968  | 1975  | 1982 | 1990 | 1999 | 2006 | 2011 | 2016 |
| ----- | ----- | ----- | ---- | ---- | ---- | ---- | ---- | ---- |
| 1 338 | 1 264 | 1 060 | 938  | 889  | 819  | -    | -    | -    |

| 2019 | - | - | - | - | - | - | - | - |
| ---- | - | - | - | - | - | - | - | - |
| -    | - | - | - | - | - | - | - | - |

## Administració
| Període   | Identitat        | Partit |
| --------- | ---------------- | ------ |
| 1945-1958 | Adrien Granier   |        |
| 1958-1959 | Fernand Pinenq   |        |
| 1959-1971 | Jean Camerade    |        |
| 1971-1977 | Honoré Bézio     |        |
| 1977-1988 | Pierre Azaïs     |        |
| 1988-1989 | Christiane Roque |        |
| 1989-2001 | Gérard Razimbaud |        |
| 2001-     | Claude Gayraud   |        |

## Personalitats lligades al municipi
- Pierre Rivemale (1910-1945) pintor, la família era ogirinària de Canac i ell va pintar paisatges a Murat.